# Meditationer över den första filosofin
Meditationer över den första filosofin är ett verk av den franske filosofen René Descartes, ursprungligen utgivet på latin 1641. Verket, som utkom i fransk översättning 1647, är tillägnat professorerna vid Paris universitet.
I bokens sex meditationer eller betraktelser har Descartes tre målsättningar: 
1. Att bevisa Guds existens och själens odödlighet.
2. Att etablera en grund – ett fundament – för vetenskaperna, i synnerhet naturvetenskaperna.
3. Att visa att den nya vetenskapen och den traditionella icke uppenbarade religionen är förenliga och utgår från samma filosofiska grund.